# موسى الحليان (فنان)
موسى الحليان (من مواليد 1969) هو رسام سريالي إماراتي من دبي بالإمارات العربية المتحدة وعضو في جمعية الإمارات للفنون التشكيلية.
قرر موسى الحليان في عام 1984 عندما كان بعمر السادة عشر أن يعرض أعماله ويشارك في المعارض. اختار موسى الحليان دائمًا رسم الحصان لاعتقاده أن بإمكانه الهروب من قضايا التمييز والعنصرية عند اختيار رسم حيوان بدلاً من الإنسان.

## المعارض
- 1984 معرض البانوش الثاني، نادي الوصل، دبي.
- 1990 معرض شباب دول مجلس التعاون الخليجي السادس، أبو ظبي، الإمارات العربية المتحدة.
- 1984،86،87،88،1990 المعارض السنوية لجمعية الإمارات للفنون التشكيلية.
- 1995 بينالي الشارقة الدولي، الشارقة، الإمارات العربية المتحدة.
- 1997 بينالي الشارقة الدولي، الشارقة، الإمارات العربية المتحدة.
- 1996 بينالي بنغلاديش، جناح الإمارات العربية المتحدة.
- 2015 بينالي البندقية، إيطاليا.[5]

## الجوائز
- جائزة الإمارات النسائية EWA عام 2012 لتقدير التميز في الابتكار.[6]
- 2013 برنامج التميز الحكومي لدبي.